# Луцій Плотій Пегас
Луцій Плотій Пегас (*Lucius Plotius Pegasus, д/н —після 86) — державний діяч та правник часів Римської імперії.

## Життєпис
Походив з заможного роду Плотіїв. Син Марка Плотія Павла. Невідомо за яких обставин отримав когномен Пегас. Був учнем та прихильником правника Прокула, від якого пішла прокуліанська школа права.
У 69 році підтримав Веспасіана у боротьбі за владу. За це того ж року призначається префектом Риму. З цього моменту з деякими перервами (в цей час призначався намісником провінції Далмація та іншого, назва якої невідома) обіймав цю посаду до 86 року. Служив консультантом з права імператорам Веспасіану, Титу та Доміціану. Після смерті Прокула очолив Прокуліанську школу.

## Правництво
З доробку Пегаса майже нічого не збереглося. Головними його розробками були коментарі до ыснуючих законыв, сенатських рішень, а також до прийнятих нормативних актів консулами-суфектами. Також він розглядав правницькі випадки. Так, Пегас, першив став вказувати на неможливість притягнення до відповідальності за шкоду безумця (недоумкуватого), звернувши увагу на наявність у нього природних вад свідомості та волі.
Працями Пегаса користувалия Гай, Емілій Папініан, Юлій Павл. Його учнем був Публій Ювенцій Цельс Старший, який після смерті Пегаса очолив Прокуліанську школу.